# Bia (mitologia)
Bia (em grego:  Βία, transl.: Bía, "força"), na mitologia grega, é uma titânide, que representa a força. Responsável pela emoção de violência nos mortais.  Seu nome na mitologia romana é propriamente Força (em latim Vis). Apesar do nome, é amante da justiça e punidora das trapaças. Filha do titã Palas com a ninfa Estige. Foi criada por seus pais as margens do seu rio materno no mundo inferior; vindo daí seu carácter forte e explosivo.
Aliou-se aos deuses olímpicos durante a Titanomaquia. Integrava o séquito de Zeus, juntamente com a sua outra irmã Nice, a vitória, e seus dois irmãos Cratos, o poder, e Zelo. Assim é citada por Ésquilo (em Prometeu Acorrentado) e Platão (em Protágoras).